# Нойенхаген (Бранденбург)
Нойенхаген (нем. Neuenhagen bei Berlin) — община в Германии, в земле Бранденбург.
Входит в состав района Меркиш-Одерланд.   Занимает площадь 19,58 км².
Коммуна подразделяется на 3 сельских округа.

## Население
| Год  | Население |
| ---- | --------- |
| 1990 | 11 265    |
| 1995 | 11 802    |
| 2000 | 14 917    |
| 2005 | 16 325    |
| 2010 | 16 911    |
| 2015 | 17 593    |
| 2020 | 18 832    |